# Rhabdornis
Rhabdornis es un género de aves paseriformes perteneciente a la familia Sturnidae. Son pájaros pequeños de hábitos más parecidos a los páridos aunque de aspecto similar a los agateadores (Certhiidae). Rhabdornis fue ubicado en una familia propia, Rhabdornithidae por Greenway en 1967, pero no fue aceptado por todas las autoridades, y a veces fue incluido en Certhiidae o en Timaliidae.
Más recientemente, Zuccon et al. 2006  ubican a Rhabdornis en un clado más basal en la familia de los estorninos (Sturnidae).
El género (y la familia Rhabdornithidae) es endémico de Filipinas. No migran, sólo realizan movimientos locales.
Son de apariencia similar a los subepalos (Certhidae). Tienen picos de punta fina curvados hacia abajo, que pueden utilizar para extraer insectos entre las cortezas de árboles, pero también tienen lenguas como cepillos, que les permiten además alimentarse de néctar. Hacen sus nidos en las oquedades de los árboles.

## Especies
Se reconocen las siguientes especies:
- Rhabdornis mystacalis, rabdornis común.
- Rhabdornis grandis, rabdornis grande.
- Rhabdornis inornatus, rabdornis cabecipardo. Aunque algunos la consideran una subespecie, la mayoría consideran como especie a:
  - Rhabdornis rabori, rabdornis de Rabor.